# A549細胞

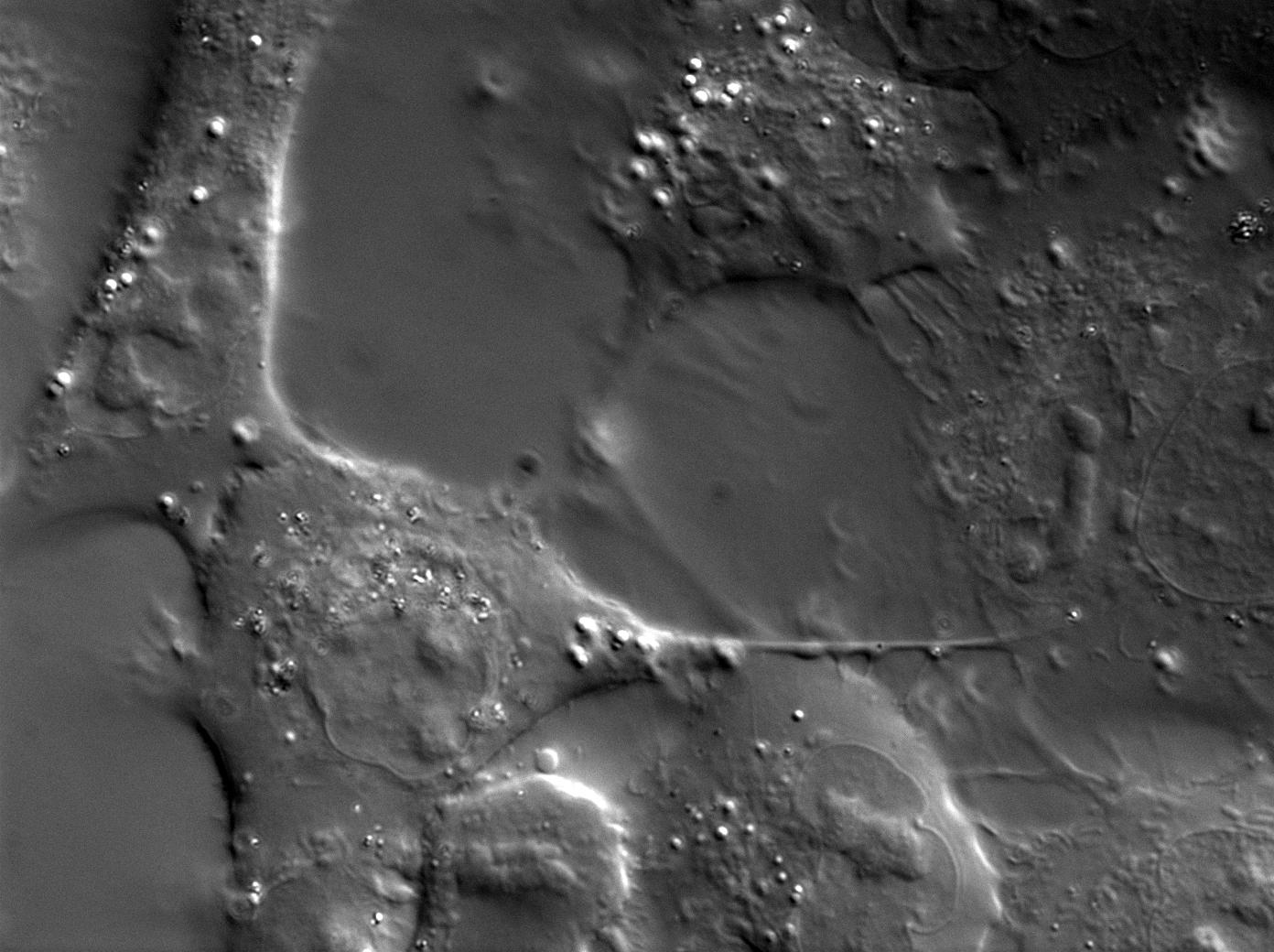
微分干渉顕微鏡で観察した培養3-4日後のA549細胞。サイトネームやフィリポディア、その他の細胞間連結に富むことが見てとれる。（これらの細胞は25x63 nmの金コロイドナノロッドをエンドサイトーシスにより取り込んでいる。）

A549細胞（A549さいぼう）は、ヒト肺胞基底上皮腺癌細胞である。A549細胞株は、D. J. Giardらによってコーカソイド人種の58歳男性の肺がん組織から、1972年に初めて樹立された。本来はこれらの細胞は扁平上皮細胞であり、水や電解質といった物質の肺胞を越える拡散に関与している。A549細胞をin vitroで培養すると、単層細胞として成長し、培養フラスコに接着する。
これらの細胞のもう一つの特徴は、これらがレシチンを合成でき、細胞のリン脂質膜の維持に重要な高レベルの不飽和脂肪酸を含んでいることである。A549細胞株は、薬物代謝のためのII型肺胞上皮細胞のin vitroモデルとしてや、トランスフェクションホストとして広く使用されている。

## 推薦文献
- Thomas, LH; Friedland, JS; Sharland, M; Becker, S (1998). “Respiratory Syncytial Virus-Induced RANTES Production from Human Bronchial Epithelial Cells Is Dependent on Nuclear Factor-κB Nuclear Binding and Is Inhibited by Adenovirus-Mediated Expression of Inhibitor of κBα”. Journal of Immunology 161 (2):  1007–16. PMID 9670982.
- Lin, Yuanguang; Zhang, Ming; Barnes, Peter F. (1998). “Chemokine production by a human alveolar epithelial cell line in response to Mycobacterium tuberculosis”. Infection and Immunity 66 (3):  1121–6. PMC 108024. PMID 9488404.